# Verein für Leibesübungen von 1899 1974-1975
Questa voce raccoglie le informazioni riguardanti il Verein für Leibesübungen von 1899 nelle competizioni ufficiali della stagione 1974-1975.

## Stagione
Nella stagione 1974-1975 l'Osnabrück, allenato da Klaus-Dieter Ochs e Helmut Kalthoff, concluse il campionato di 2. Bundesliga al 8º posto. In Coppa di Germania l'Osnabrück fu eliminato al primo turno dal Borussia Neunkirchen.

## Rosa
| N. |                     | Ruolo | Calciatore          |
| -- | ------------------- | ----- | ------------------- |
|    | Germania (bandiera) | P     | Werner Kamper       |
|    | Germania (bandiera) | P     | Rainer Trox         |
|    | Germania (bandiera) | D     | Klaus Baumanns      |
|    | Germania (bandiera) | D     | Heinz Koch          |
|    | Germania (bandiera) | D     | Lothar Lazar        |
|    | Germania (bandiera) | D     | Jürgen Wohlgemuth   |
|    | Germania (bandiera) | C     | Hans-Jürgen Andexer |
|    | Germania (bandiera) | C     | Franz Genschick     |
|    | Norvegia (bandiera) | C     | Michael Hansen      |
|    | Germania (bandiera) | C     | Detlev Hegekötter   |

| N. |                     | Ruolo | Calciatore           |
| -- | ------------------- | ----- | -------------------- |
|    | Germania (bandiera) | C     | Hannes Kaumkötter    |
|    | Germania (bandiera) | C     | Peter Kitzmann       |
|    | Germania (bandiera) | C     | Peter Lünsdorf       |
|    | Germania (bandiera) | C     | Reinhold Nordmann    |
|    | Germania (bandiera) | C     | Hans-Jürgen Wittfoht |
|    | Germania (bandiera) | A     | Herbert Mühlenberg   |
|    | Germania (bandiera) | A     | Dieter Nonte         |
|    | Germania (bandiera) | A     | Gerd-Volker Schock   |
|    | Germania (bandiera) | A     | Günter Selke         |

## Organigramma societario
Area tecnica
- Allenatore: Helmut Kalthoff
- Allenatore in seconda:
- Preparatore dei portieri:
- Preparatori atletici:

## Calciomercato

### Sessione estiva
| Acquisti | Acquisti           | Acquisti       | Acquisti |
| R.       | Nome               | da             | Modalità |
| -------- | ------------------ | -------------- | -------- |
| A        | Klaus Fock         | FC Beringen    |          |
| A        | Gerd-Volker Schock | Phönix Lubecca |          |

| Cessioni | Cessioni           | Cessioni           | Cessioni |
| R.       | Nome               | a                  | Modalità |
| -------- | ------------------ | ------------------ | -------- |
| A        | Klaus Fock         | Barmbek-Uhlenhorst |          |
| C        | Hans-Jürgen Baake  | Wuppertal          |          |
| A        | Adalbert Fuhrmann  | Viktoria Colonia   |          |
| A        | Jürgen Haase       | Oldenburg          |          |
| C        | Jimmy Hartwig      | Monaco 1860        |          |
| C        | Edgar Nobs         | Amburgo            |          |
| D        | Michael Piwowarski | Gütersloh          |          |
| A        | Lothar Richter     | Viktoria Colonia   |          |

### Sessione invernale
| Acquisti | Acquisti | Acquisti | Acquisti |
| R.       | Nome     | da       | Modalità |
| -------- | -------- | -------- | -------- |

| Cessioni | Cessioni | Cessioni | Cessioni |
| R.       | Nome     | a        | Modalità |
| -------- | -------- | -------- | -------- |

## Risultati

### 2. Bundesliga

#### Girone di andata
| Arbitro: | Milkert |

|                         |           |  |
| Greiffendorf 55’ (rig.) | Marcatori |  |

| Arbitro: | Kaiser |

|                           |           |  |
| Fock 24’ (rig.) Selke 88’ | Marcatori |  |

| Arbitro: | Schütte |

|                      |           |            |
| John 23’ Lindner 71’ | Marcatori | 46’ Schock |

| Arbitro: | Zuchantke |

|                    |           |            |
| Andexer 48’ (rig.) | Marcatori | 85’ Lienen |

| Arbitro: | Wichmann |

|                            |           |  |
| Stegmayer 33’ Wehmeyer 90’ | Marcatori |  |

| Arbitro: | Ohmsen |

|  |           |                             |
|  | Marcatori | 31’ Mödrath 81’ Bauerkämper |

| Arbitro: | Jensen |

|          |           |                                    |
| Kelm 68’ | Marcatori | 26’, 49’ Mühlenberg 82’ Hegekötter |

| Arbitro: | Eggers |

|                     |           |  |
| Hegekötter 11’, 66’ | Marcatori |  |

| Arbitro: | Stäglich |

|                                    |           |            |
| Schildt 10’ Ackermann 21’ Wolf 26’ | Marcatori | 85’ Schock |

| Arbitro: | Oltmann |

|            |           |           |
| Schock 65’ | Marcatori | 38’ Greth |

| Arbitro: | Porta |

|                         |           |                          |
| Kipp 47’, 49’ Angel 86’ | Marcatori | 35’, 60’, 87’ Mühlenberg |

| Arbitro: | Boe |

|                                                          |           |              |
| Wittfoht 16’ Schock 21’ Mühlenberg 24’, 88’ Nordmann 86’ | Marcatori | 44’ Schonert |

| Arbitro: | Redelfs |

|                                         |           |  |
| Nordmann 10’ Wittfoht 62’ Genschick 64’ | Marcatori |  |

| Arbitro: | Overberg |

|                        |           |  |
| Koschmieder 56’ (rig.) | Marcatori |  |

| Arbitro: | Kaiser |

|                |           |               |
| Schock 7’, 50’ | Marcatori | 70’ Babington |

| Arbitro: | Kindervater |

|              |           |            |
| Granitza 44’ | Marcatori | 34’ Schock |

| Arbitro: | Lutz |

|                           |           |           |
| Schock 15’ Mühlenberg 67’ | Marcatori | 26’ Kampf |

| Arbitro: | Picker |

|                      |           |              |
| Brune 61’ Klinge 69’ | Marcatori | 43’ Nordmann |

| Arbitro: | Hoppe |

|                                                                              |           |  |
| Wittfoht 21’ Mühlenberg 26’ Schock 39’, 85’ Genschick 42’ (rig.) Andexer 73’ | Marcatori |  |

#### Girone di ritorno
| Arbitro: | Kaiser |

|                                                           |           |                   |
| Schock 7’, 32’, 58’ Mühlenberg 23’ Genschick 41’ Koch 87’ | Marcatori | 52’ (rig.) Sikora |

| Arbitro: | Barnick |

|                                                  |           |                          |
| Funkel 8’, 23’ (rig.), 74’, 83’ (rig.) Wloka 45’ | Marcatori | 5’ Andexer 46’ Genschick |

| Arbitro: | Hoppe |

|           |           |             |
| Lazar 64’ | Marcatori | 70’ Fischer |

| Arbitro: | Neufeld |

|           |           |             |
| Graul 86’ | Marcatori | 89’ Andexer |

| Arbitro: | Burgers |

|  |           |          |
|  | Marcatori | 48’ Dahl |

| Arbitro: | Wichmann |

|              |           |              |
| Campbell 65’ | Marcatori | 87’ Nordmann |

| Arbitro: | Jensen |

|                                                         |           |                       |
| Schock 14’, 27’ Baumanns 35’ Andexer 40’ Mühlenberg 89’ | Marcatori | 12’ Schulz 75’ Dreyer |

| Arbitro: | Wuttke |

|                       |           |               |
| Walter 30’ Schulz 49’ | Marcatori | 60’, 71’ Koch |

| Arbitro: | Eggers |

|                                    |           |                         |
| Schock 23’ Wohlgemuth 31’ Koch 39’ | Marcatori | 58’ Nerlinger 84’ Varga |

| Arbitro: | Milkert |

|            |           |                |
| Neufeld 7’ | Marcatori | 80’ Mühlenberg |

| Arbitro: | Lutz |

|                                           |           |                                        |
| Mühlenberg 37’ (rig.) Koch 48’ Schock 65’ | Marcatori | 68’ (rig.) Fuchs 77’ (aut.) Hegekötter |

| Arbitro: | Ahlenfelder |

|                            |           |                          |
| Wolf 3’ (rig.) Hansing 48’ | Marcatori | 59’ Schock 90’ Genschick |

| Arbitro: | Heitmann |

|                                        |           |                                                  |
| Schäfer 22’, 60’ Krause 54’ Mattes 67’ | Marcatori | 1’ Kaumkötter 5’, 80’, 87’ Schock 33’ Mühlenberg |

| Arbitro: | Picker |

|                                          |           |  |
| Mühlenberg 48’ Hegekötter 71’ Schock 84’ | Marcatori |  |

| Arbitro: | Brückner |

|                                    |           |             |
| Hammes 5’, 89’ Jendrossek 63’, 79’ | Marcatori | 19’ Andexer |

| Arbitro: | Raabe |

|                                                          |           |                                  |
| Brinkrolf 9’ (aut.) Nordmann 83’ Wohlgemuth 85’ Koch 90’ | Marcatori | 49’ Oswald 70’ (rig.) Roggensack |

| Arbitro: | Jensen |

|                      |           |            |
| Wenzel 60’ Kulka 81’ | Marcatori | 27’ Schock |

| Arbitro: | Wahmann |

|                                                                |           |                     |
| Andexer 39’ Struckmann 43’ (aut.) Wittfoht 45’ Schock 74’, 80’ | Marcatori | 49’ Götz 81’ Hotopp |

| Arbitro: | Risse |

|                                              |           |                   |
| Zimmer 5’ Willmsen 11’ Fritsche 62’ Bals 88’ | Marcatori | 89’ (rig.) Schock |

### Coppa di Germania
| Arbitro: | Overberg |

|  |           |                 |
|  | Marcatori | 11’, 76’ Brinsa |

## Statistiche

### Statistiche di squadra
| Competizione      | Punti | In casa | In casa | In casa | In casa | In casa | In casa | In trasferta | In trasferta | In trasferta | In trasferta | In trasferta | In trasferta | Totale | Totale | Totale | Totale | Totale | Totale | DR  |
| Competizione      | Punti | G       | V       | N       | P       | Gf      | Gs      | G            | V            | N            | P            | Gf           | Gs           | G      | V      | N      | P      | Gf     | Gs     | DR  |
| ----------------- | ----- | ------- | ------- | ------- | ------- | ------- | ------- | ------------ | ------------ | ------------ | ------------ | ------------ | ------------ | ------ | ------ | ------ | ------ | ------ | ------ | --- |
| 2. Bundesliga     | 42    | 19      | 14      | 3       | 2       | 54      | 20      | 19           | 2            | 7            | 10           | 27           | 42           | 38     | 16     | 10     | 12     | 81     | 62     | +19 |
| Coppa di Germania | -     | 1       | 0       | 0       | 1       | 0       | 2       | 0            | 0            | 0            | 0            | 0            | 0            | 1      | 0      | 0      | 1      | 0      | 2      | -2  |
| Totale            | 42    | 20      | 14      | 3       | 3       | 54      | 22      | 19           | 2            | 7            | 10           | 27           | 42           | 39     | 16     | 10     | 13     | 81     | 64     | +17 |

### Andamento in campionato
| Giornata  | 1  | 2 | 3  | 4  | 5  | 6  | 7  | 8  | 9  | 10 | 11 | 12 | 13 | 14 | 15 | 16 | 17 | 18 | 19 | 20 | 21 | 22 | 23 | 24 | 25 | 26 | 27 | 28 | 29 | 30 | 31 | 32 | 33 | 34 | 35 | 36 | 37 | 38 |
| --------- | -- | - | -- | -- | -- | -- | -- | -- | -- | -- | -- | -- | -- | -- | -- | -- | -- | -- | -- | -- | -- | -- | -- | -- | -- | -- | -- | -- | -- | -- | -- | -- | -- | -- | -- | -- | -- | -- |
| Luogo     | T  | C | T  | C  | T  | C  | T  | C  | T  | C  | T  | C  | C  | T  | C  | T  | C  | T  | C  | C  | T  | C  | T  | C  | T  | C  | T  | C  | T  | C  | T  | T  | C  | T  | C  | T  | C  | T  |
| Risultato | P  | V | P  | N  | P  | P  | V  | V  | P  | N  | N  | V  | V  | P  | V  | N  | V  | P  | V  | V  | P  | N  | N  | P  | N  | V  | N  | V  | N  | V  | N  | V  | V  | P  | V  | P  | V  | P  |
| Posizione | 15 | 8 | 15 | 13 | 16 | 18 | 15 | 13 | 13 | 14 | 11 | 9  | 9  | 9  | 9  | 9  | 7  | 8  | 6  | 6  | 8  | 7  | 8  | 10 | 9  | 8  | 8  | 8  | 8  | 8  | 8  | 8  | 8  | 8  | 8  | 8  | 8  | 8  |

Legenda:

Luogo: C = Casa; T = Trasferta. Risultato: V = Vittoria; N = Pareggio; P = Sconfitta.

### Statistiche dei giocatori
| Giocatore     | 2. Bundesliga | 2. Bundesliga | 2. Bundesliga | 2. Bundesliga | Coppa di Germania | Coppa di Germania | Coppa di Germania | Coppa di Germania | Totale   | Totale | Totale      | Totale     |
| Giocatore     | Presenze      | Reti          | Ammonizioni   | Espulsioni    | Presenze          | Reti              | Ammonizioni       | Espulsioni        | Presenze | Reti   | Ammonizioni | Espulsioni |
| ------------- | ------------- | ------------- | ------------- | ------------- | ----------------- | ----------------- | ----------------- | ----------------- | -------- | ------ | ----------- | ---------- |
| H. Andexer    | 36            | 7             | 7             | 0             | 1                 | 0                 | 0                 | 0                 | 37       | 7      | 7           | 0          |
| K. Baumanns   | 37            | 1             | 2             | 0             | 1                 | 0                 | 0                 | 0                 | 38       | 1      | 2           | 0          |
| K. Fock       | 9             | 1             | 2             | 0             | 1                 | 0                 | 0                 | 0                 | 10       | 1      | 2           | 0          |
| F. Genschick  | 27            | 5             | 0             | 0             | 1                 | 0                 | 0                 | 0                 | 28       | 5      | 0           | 0          |
| M. Hansen     | 4             | 0             | 0             | 0             | 0                 | 0                 | 0                 | 0                 | 4        | 0      | 0           | 0          |
| D. Hegekötter | 33            | 4             | 1             | 0             | 1                 | 0                 | 0                 | 0                 | 34       | 4      | 1           | 0          |
| W. Kamper     | 37            | 0             | 0             | 0             | 1                 | 0                 | 0                 | 0                 | 38       | 0      | 0           | 0          |
| H. Kaumkötter | 15            | 1             | 0             | 0             | 0                 | 0                 | 0                 | 0                 | 15       | 1      | 0           | 0          |
| P. Kitzmann   | 2             | 0             | 1             | 0             | 0                 | 0                 | 0                 | 0                 | 2        | 0      | 1           | 0          |
| H. Koch       | 34            | 6             | 2             | 1             | 1                 | 0                 | 0                 | 0                 | 35       | 6      | 2           | 1          |
| L. Lazar      | 16            | 1             | 3             | 0             | 0                 | 0                 | 0                 | 0                 | 16       | 1      | 3           | 0          |
| P. Lünsdorf   | 27            | 0             | 1             | 0             | 1                 | 0                 | 0                 | 0                 | 28       | 0      | 1           | 0          |
| H. Mühlenberg | 38            | 15            | 1             | 0             | 1                 | 0                 | 0                 | 0                 | 39       | 15     | 1           | 0          |
| D. Nonte      | 1             | 0             | 0             | 0             | 0                 | 0                 | 0                 | 0                 | 1        | 0      | 0           | 0          |
| R. Nordmann   | 29            | 5             | 1             | 1             | 1                 | 0                 | 0                 | 0                 | 30       | 5      | 1           | 1          |
| G. Schock     | 37            | 26            | 4             | 0             | 1                 | 0                 | 0                 | 0                 | 38       | 26     | 4           | 0          |
| G. Selke      | 10            | 1             | 1             | 0             | 0                 | 0                 | 0                 | 0                 | 10       | 1      | 1           | 0          |
| C. Tripp      | 2             | 0             | 0             | 0             | 0                 | 0                 | 0                 | 0                 | 2        | 0      | 0           | 0          |
| R. Trox       | 1             | 0             | 0             | 0             | 0                 | 0                 | 0                 | 0                 | 1        | 0      | 0           | 0          |
| H. Wittfoht   | 34            | 4             | 4             | 0             | 1                 | 0                 | 0                 | 0                 | 35       | 4      | 4           | 0          |
| J. Wohlgemuth | 32            | 2             | 1             | 0             | 1                 | 0                 | 0                 | 0                 | 33       | 2      | 1           | 0          |